# دنیل هاتلستون
دنیل هاتلستون (انگلیسی: Daniel Huttlestone؛ زادهٔ ۱۷ سپتامبر ۱۹۹۹) یک هنرپیشه اهل بریتانیا است.
از فیلم‌ها یا برنامه‌های تلویزیونی که وی در آن نقش داشته است می‌توان به بینوایان و به‌سوی جنگل اشاره کرد.